# Maksim Kirėeŭ
Maksim Iharavič Kirėeŭ, traslitterato anche come Maksim Igorevich Kireev (in bielorusso Максім Ігаравіч Кірэеў?, in russo Максим Игоревич Киреев?, Maksim Igorevič Kireev; Bruxelles, 9 luglio 2004), è un calciatore bielorusso, attaccante del Lierse e della nazionale bielorussa.

## Carriera

### Club
È cresciuto nel settore giovanile dell'Anderlecht, dove ha militato dal 2013 al 2023.
Rimasto svincolato, l'8 maggio 2023 ha firmato un contratto con il Lierse ed il 12 agosto ha debuttato in prima squadra nell'incontro di Tweede klasse perso 3-2 contro il Club NXT. Il 2 marzo 2024 ha segnato il suo primo gol nel successo per 3-1 sul Francs Borains.

### Nazionale
Ha giocato con la nazionale belga Under-15 prima di optare per la nazionalità bielorussa, dove ha giocato nell'Under-19.
Il 21 marzo 2024 ha esordito con la nazionale maggiore nell'amichevole persa 2-0 contro la Turchia.

## Statistiche

### Presenze e reti nei club
Statistiche aggiornate all'8 febbraio 2025.
| Stagione        | Squadra         | Campionato      | Campionato | Campionato | Coppe nazionali | Coppe nazionali | Coppe nazionali | Coppe continentali | Coppe continentali | Coppe continentali | Altre coppe | Altre coppe | Altre coppe | Totale | Totale | Totale |
| Stagione        | Squadra         | Comp            | Pres       | Reti       | Comp            | Pres            | Reti            | Comp               | Pres               | Reti               | Comp        | Pres        | Reti        | Pres   | Reti   |        |
| --------------- | --------------- | --------------- | ---------- | ---------- | --------------- | --------------- | --------------- | ------------------ | ------------------ | ------------------ | ----------- | ----------- | ----------- | ------ | ------ | ------ |
| 2023-2024       | Lierse          | D2              | 22         | 3          | CB              | 2               | 0               | -                  | -                  | -                  | -           | -           | -           | 24     | 3      |        |
| 2024-2025       | Lierse          | D2              | 15         | 1          | CB              | 0               | 0               | -                  | -                  | -                  | -           | -           | -           | 15     | 1      |        |
| Totale carriera | Totale carriera | Totale carriera | 37         | 4          |                 | 2               | 0               |                    | -                  | -                  |             | -           | -           | 39     | 4      |        |

### Cronologia presenze e reti in nazionale
| Cronologia completa delle presenze e delle reti in nazionale ― Bielorussia | Cronologia completa delle presenze e delle reti in nazionale ― Bielorussia | Cronologia completa delle presenze e delle reti in nazionale ― Bielorussia | Cronologia completa delle presenze e delle reti in nazionale ― Bielorussia | Cronologia completa delle presenze e delle reti in nazionale ― Bielorussia | Cronologia completa delle presenze e delle reti in nazionale ― Bielorussia | Cronologia completa delle presenze e delle reti in nazionale ― Bielorussia | Cronologia completa delle presenze e delle reti in nazionale ― Bielorussia |
| Data                                                                       | Città                                                                      | In casa                                                                    | Risultato                                                                  | Ospiti                                                                     | Competizione                                                               | Reti                                                                       | Note                                                                       |
| -------------------------------------------------------------------------- | -------------------------------------------------------------------------- | -------------------------------------------------------------------------- | -------------------------------------------------------------------------- | -------------------------------------------------------------------------- | -------------------------------------------------------------------------- | -------------------------------------------------------------------------- | -------------------------------------------------------------------------- |
| 21-3-2024                                                                  | Aksu                                                                       | Bielorussia                                                                | 0 – 2                                                                      | Montenegro                                                                 | Amichevole                                                                 | -                                                                          | 63’                                                                        |
| 26-3-2024                                                                  | Mdina                                                                      | Malta                                                                      | 0 – 0                                                                      | Bielorussia                                                                | Amichevole                                                                 | -                                                                          | 83’                                                                        |
| 7-6-2024                                                                   | Minsk                                                                      | Bielorussia                                                                | 0 – 4                                                                      | Russia                                                                     | Amichevole                                                                 | -                                                                          | 46’                                                                        |
| 11-6-2024                                                                  | Budapest                                                                   | Bielorussia                                                                | 0 – 4                                                                      | Israele                                                                    | Amichevole                                                                 | -                                                                          |                                                                            |
| 5-9-2024                                                                   | Zalaegerszeg                                                               | Bielorussia                                                                | 0 – 0                                                                      | Bulgaria                                                                   | UEFA Nations League 2024-2025 - 1º turno                                   | -                                                                          | 64’                                                                        |
| 8-9-2024                                                                   | Lussemburgo                                                                | Lussemburgo                                                                | 0 – 1                                                                      | Bielorussia                                                                | UEFA Nations League 2024-2025 - 1º turno                                   | -                                                                          | 42’                                                                        |
| Totale                                                                     |                                                                            | Presenze                                                                   | 6                                                                          |                                                                            | Reti                                                                       | 0                                                                          |                                                                            |